# Мышиные (подсемейство)
Мышиные (лат. Murinae) — подсемейство грызунов семейства мышиных.

## Классификация

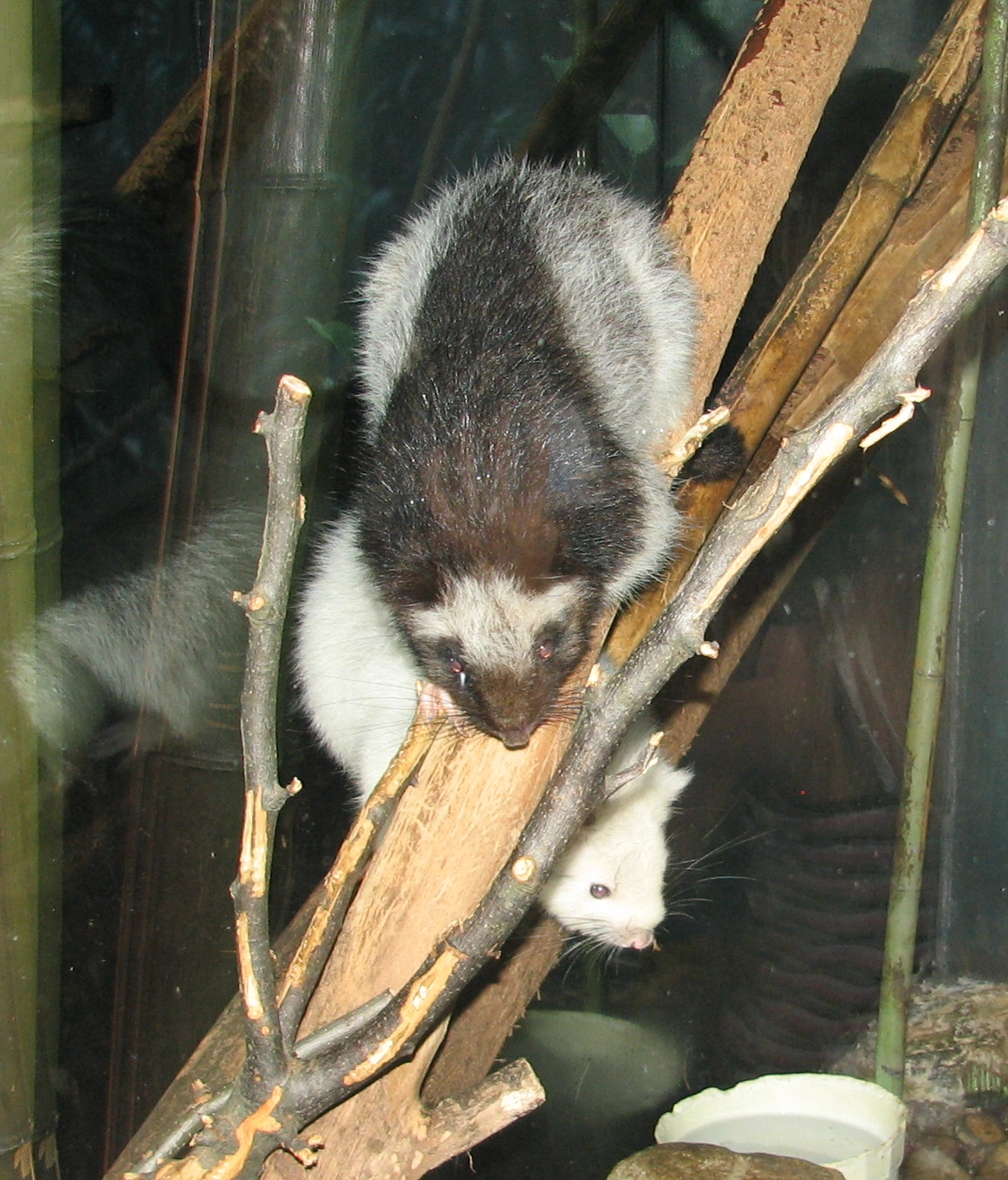
Тонкохвостые крысы самые крупные представители в Старом Свете

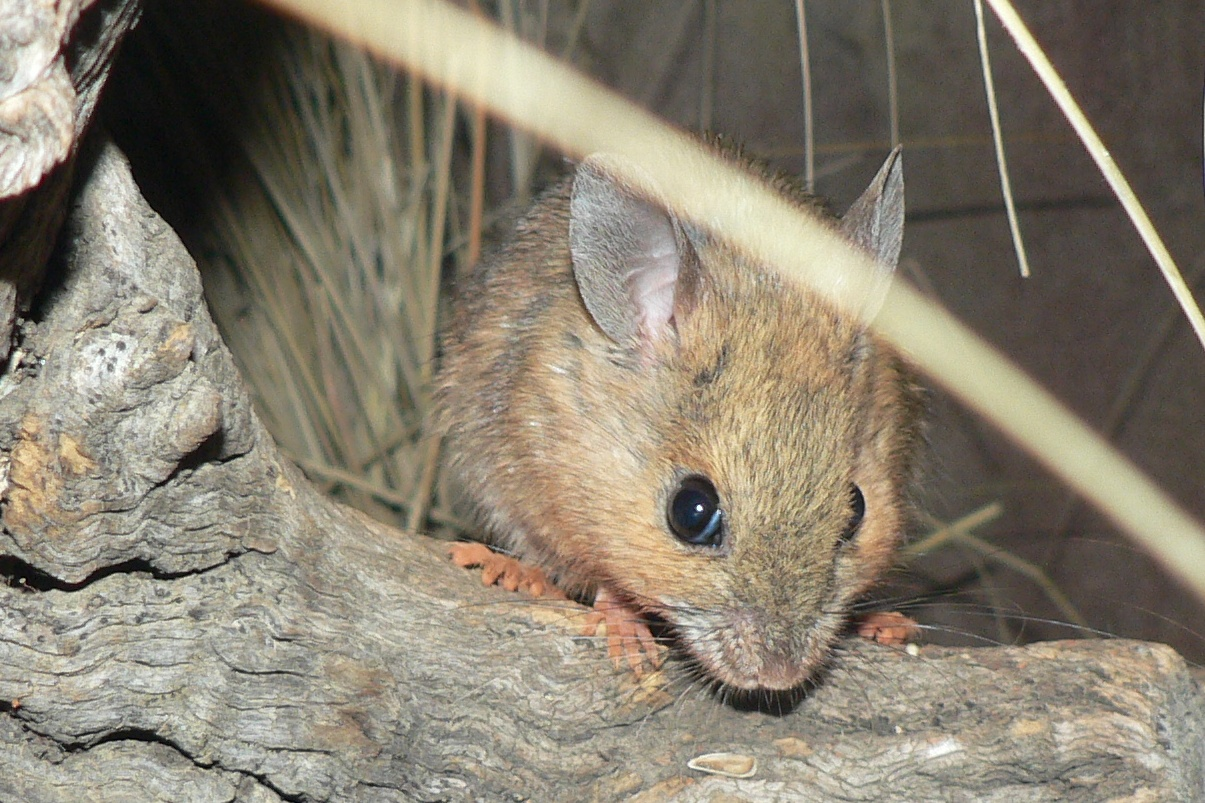
Ложные мыши (Pseudomys) обитают в Австралии

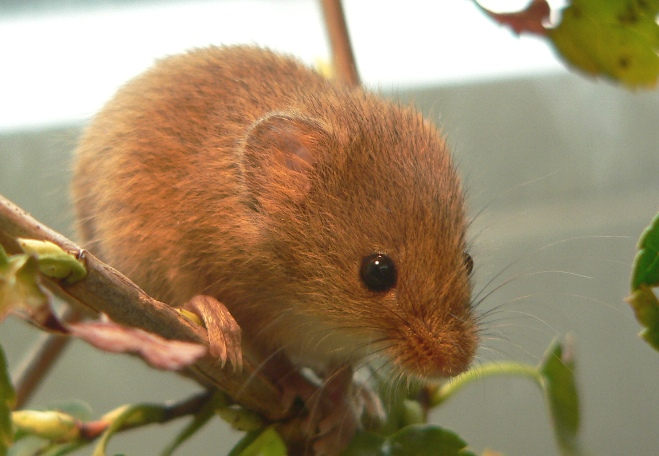
Мышь-малютка — самый маленький вид

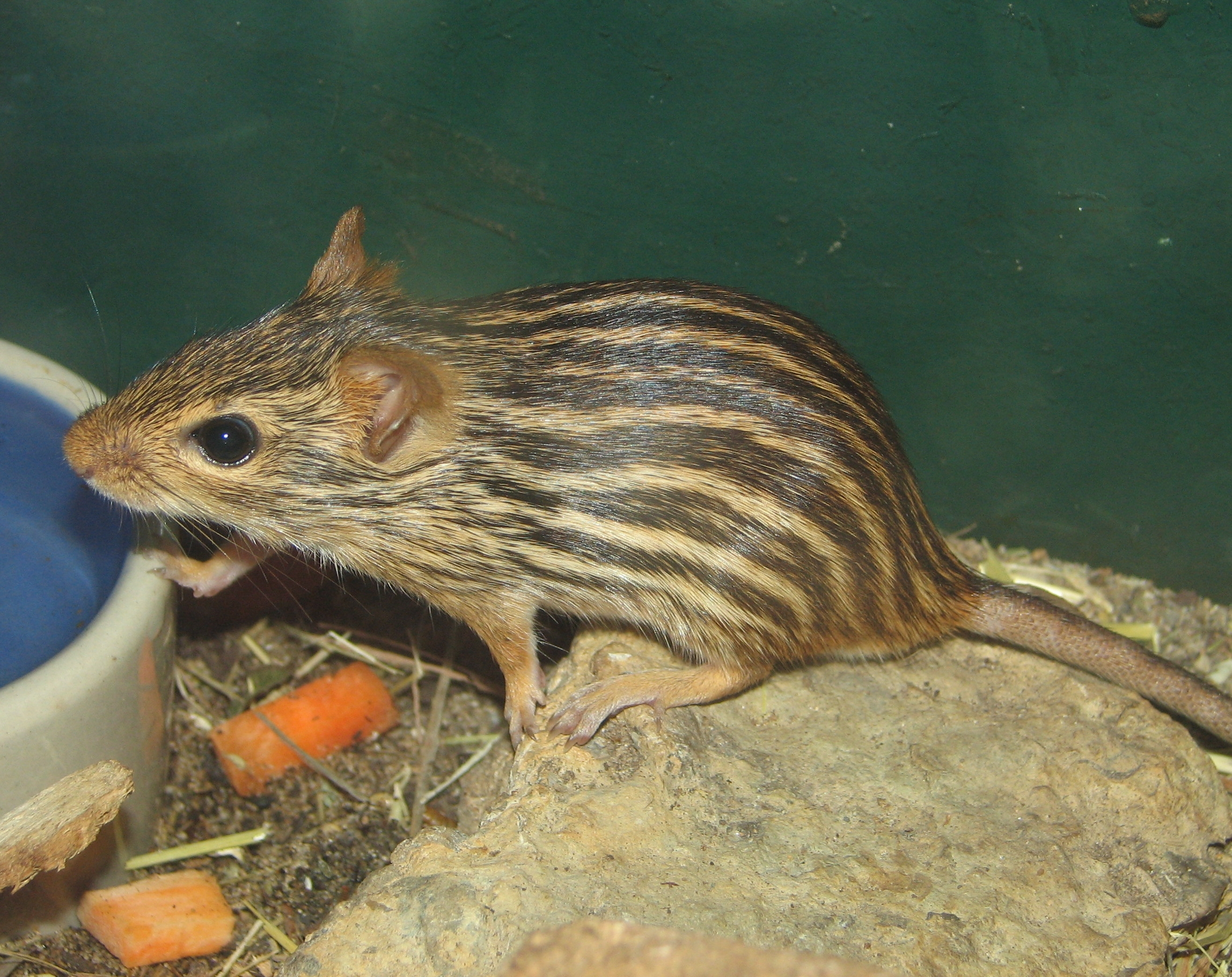
Полосатые травяные мыши

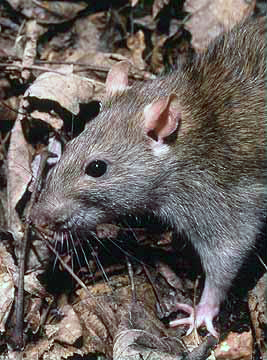
Серая крыса

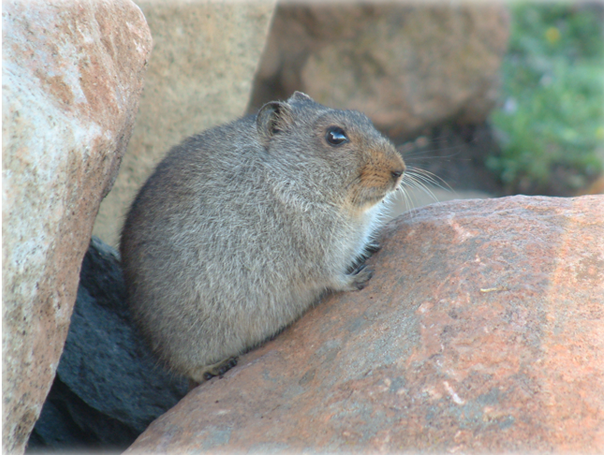
Африканские болотные крысы ранее выделялись в отдельное подсемейство

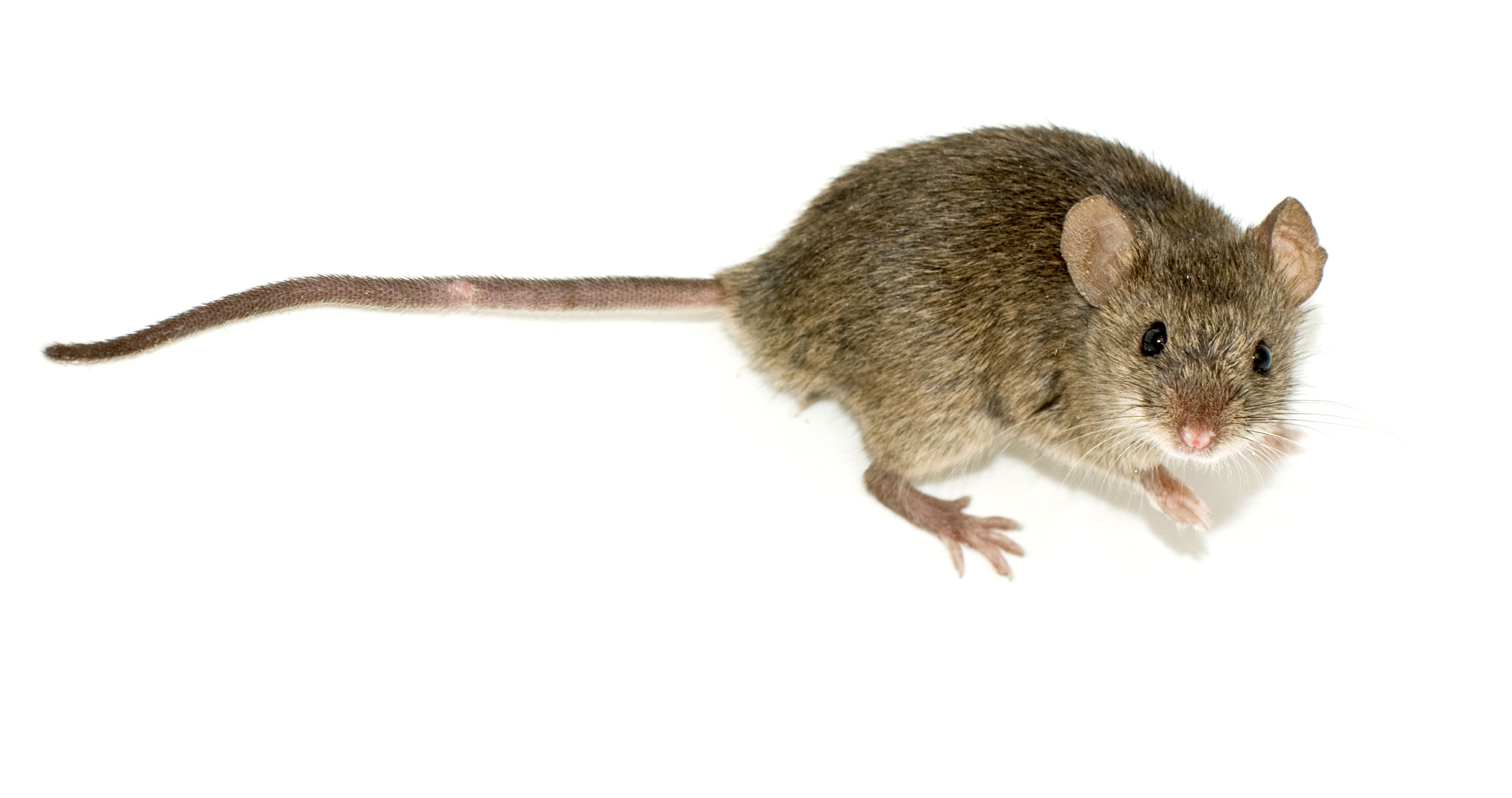
Домовая мышь

Это подсемейство состоит из 519 видов, объединённых в 121 род, и является одной из самых крупных таксономических единиц среди семейств млекопитающих за исключением хомяковых (580 видов).
- Подсемейство Murinae[1]
  - Род Подушечковые крысы (Abditomys)
    - Подушечковая крыса (Abditomys latidens)

  - Акациевые крысы (Aethomys)
    - Ангольская крыса (Aethomys bocagei)
    - Золотистая крыса (Aethomys chrysophilus)
    - Крыса Гранта (Aethomys granti)
    - Крыса Хинде (Aethomys hindei)
    - Aethomys ineptus
    - Крыса Кайзера (Aethomys kaiseri)
    - Намакванская крыса (Aethomys namaquensis)
    - Малавийская крыса (Aethomys nyikae)
    - Силиндская крыса (Aethomys silindensis)
    - Крыса Тинфилда (Aethomys stannarius)
    - Крыса Томаса (Aethomys thomasi)

  - Род Anisomys
    - Крупнозубая крыса (Anisomys imitator)

  - Род Anonymomys
    - Миндорская крыса (Anonymomys mindorensis)

  - Лесные и полевые мыши (Apodemus)
    - Полевая мышь (Apodemus agrarius)
    - Альпийская лесная мышь (Apodemus alpicola)
    - Малая японская мышь (Apodemus argenteus)
    - Мышь Шеврие (Apodemus chevrieri)
    - Южнокитайская лесная мышь (Apodemus draco)
    - Желтогорлая мышь (Apodemus flavicollis)
    - Гималайская мышь (Apodemus gurkha)
    - Гирканская мышь (Apodemus hyrcanicus)
    - Сычуаньская мышь (Apodemus latronum)
    - Малоазиатская мышь (Apodemus mystacinus)
    - Лесная мышь Вэрда (Apodemus pallipes)
    - Восточноазиатская лесная мышь (Apodemus peninsulae)
    - Кавказская мышь (Apodemus ponticus)
    - Кашмирская мышь (Apodemus rusiges)
    - Тайваньская мышь (Apodemus semotus)
    - Японская лесная мышь (Apodemus speciosus)
    - Европейская мышь (Apodemus sylvaticus)
    - Лесная мышь (Apodemus uralensis)
    - Хермонская мышь (Apodemus witherbyi)

  - Род Филиппинские лесные мыши (Apomys)
    - Горная лузонская мышь (Apomys abrae)
    - Apomys aurorae
    - Apomys banahao
    - Apomys brownorum
    - Apomys camiguinensis
    - Филиппинская крыса (Apomys datae)
    - Apomys gracilirostris
    - Апоанская лесная мышь (Apomys hylocetes)
    - Минданаоская лесная мышь (Apomys insignis)
    - Береговая филиппинская мышь (Apomys littoralis)
    - Apomys magnus
    - Мелкозубая лузонская мышь (Apomys microdon)
    - Apomys minganensis
    - Малая лузонская мышь (Apomys musculus)
    - Длинноносая лесная мышь (Apomys sacobianus)
    - Apomys sierrae
    - Apomys zambalensis

  - Род Archboldomys
    - Мышь Арчбольда (Archboldomys luzonensis)
    - Archboldomys musseri
    - Archboldomys kalinga

  - Род Травяные мыши (Arvicanthis)
    - Абиссинская травяная мышь (Arvicanthis abyssinicus)
    - Arvicanthis ansorgei
    - Эфиопская травяная мышь (Arvicanthis blicki)
    - Кенийская травяная мышь (Arvicanthis nairobae)
    - Травяная мышь Ньюманна (Arvicanthis neumanni)
    - Нилотская травяная мышь (Arvicanthis niloticus)
    - Arvicanthis rufinus

  - Род Бандикоты (Bandicota)
    - Малая бандикота (Bandicota bengalensis)
    - Индийская бандикота (Bandicota indica)
    - Мьянманская бандикота (Bandicota savilei)

  - Лесные крысы (Batomys)
    - Крупнозубая лесная крыса (Batomys dentatus)
    - Лузонская лесная крыса (Batomys granti)
    - Batomys hamiguitan
    - Batomys russatus
    - Минданаоская лесная крыса (Batomys salomonseni)

  - Индокитайские крысы (Berylmys)
    - Малая индокитайская крыса (Berylmys berdmorei)
    - Крыса Бовера (Berylmys bowersi)
    - Крыса Маккензи (Berylmys mackenziei)
    - Манипурская крыса (Berylmys manipulus)

  - Род Крупнобарабанные крысы (Bullimus)
    - Филиппинская крыса (Bullimus bagobus)
    - Камигуинская крыса (Bullimus gamay)
    - Лузонская крыса (Bullimus luzonicus)

  - Род Сулавесские горные крысы (Bunomys)
    - Горная крыса Эндрюса (Bunomys andrewsi)
    - Жёлтая горная крыса (Bunomys chrysocomus)
    - Лампобатангская крыса (Bunomys coelestis)
    - Северная сулавесская крыса (Bunomys fratrorum)
    - Крыса Хейнриха (Bunomys heinrichi)
    - Сулавесская горная крыса (Bunomys penitus)
    - Длиннохвостая горная крыса (Bunomys prolatus)

  - † Род Canariomys
    - Canariomys bravoi
    - Канарская мышь (Canariomys tamarani)

  - Лузонские крысы (Carpomys)
    - Чернохвостая лузонская крыса (Carpomys melanurus)
    - Бурохвостая лузонская крыса (Carpomys phaeurus)

  - Род Chiromyscus
    - Азиатская древесная мышь (Chiromyscus chiropus)

  - Род Соневидные мыши (Chiropodomys)
    - Палаванская соневидная мышь (Chiropodomys calamianensis)
    - Соневидная мышь (Chiropodomys gliroides)
    - Соневидная мышь Купмана (Chiropodomys karlkoopmani)
    - Большая соневидная мышь (Chiropodomys major)
    - Серобрюхая соневидная мышь (Chiropodomys muroides)
    - Малая соневидная мышь (Chiropodomys pusillus)

  - Род Чешуехвостые мыши (Chiruromys)
    - Большая чешуехвостая мышь (Chiruromys forbesi)
    - Широкомордая мышь (Chiruromys lamia)
    - Малая чешуехвостая мышь (Chiruromys vates)

  - Род Полосатые крысы (Chrotomys)
    - Изарогская полосатая крыса (Chrotomys gonzalesi)
    - Миндорская полосатая крыса (Chrotomys mindorensis)
    - Chrotomys sibuyanensis
    - Лузонская водяная крыса (Chrotomys silaceus)
    - Лузонская полосатая крыса (Chrotomys whiteheadi)

  - Род Голохвостые крысы (Coccymys)
    - Белозубая голохвостая крыса (Coccymys albidens)
    - Крыса Рюммлера (Coccymys ruemmleri)

  - Род Colomys
    - Африканская водяная крыса (Colomys goslingi)

  - Род Кроличьи крысы (Conilurus)
    - † Белоногая кроличья крыса (Conilurus albipes) была распространена в Австралии от южной части Квинсленда до Виктории. Исчезла к началу XIX века[2].
    - † Conilurus capricornensis
    - Пушистохвостая кроличья крыса (Conilurus penicillatus)

  - Род Пышнохвостые крысы (Crateromys)
    - Crateromys australis
    - Crateromys heaneyi
    - † Миндорская крыса (Crateromys paulus)
    - Пышнохвостые крыса (Crateromys schadenbergi)

  - Род Южноиндийские крысы (Cremnomys)
    - Качская крыса (Cremnomys cutchicus)
    - Южноиндийская крыса (Cremnomys elvira)

  - Род Crossomys
    - Безухая водяная крыса (Crossomys moncktoni)

  - Род Филиппинские болотные мыши (Crunomys)
    - Сулавесская болотная мышь (Crunomys celebensis)
    - Лузонская болотная мышь (Crunomys fallax)
    - Минданаоская болотная мышь (Crunomys melanius)
    - Crunomys suncoides

  - Род Большезубые крысы (Dacnomys)
    - Большезубая крыса (Dacnomys millardi)

  - Род Лохматоволосые крысы (Dasymys)
    - Dasymys alleni
    - Dasymys cabrali
    - Крыса Фокса (Dasymys foxi)
    - Лохматоволосая крыса (Dasymys incomtus)
    - Горная лохматая крыса (Dasymys montanus)
    - Ангольская лохматая крыса (Dasymys nudipes)
    - Dasymys robertsii
    - Западная лохматая крыса (Dasymys rufulus)
    - Dasymys rwandae
    - Dasymys shortridgei
    - Dasymys sua

  - Род Дефомисы (Dephomys)
    - Западноафриканская крыса (Dephomys defua)
    - Крыса Берега Слоновой Кости (Dephomys eburneae)

  - Род Десмомисы (Desmomys)
    - Крыса Харрингтона (Desmomys harringtoni)
    - Крыса Ялдена (Desmomys yaldeni)

  - Род Манипурские мыши (Diomys)
    - Манипурская мышь (Diomys crumpi)

  - Род Диплотриксы (Diplothrix)
    - Рюкюйская крыса (Diplothrix legata)

  - Род Колючие крысы (Echiothrix)
    - Echiothrix centrosa
    - Сулавесская колючая крыса (Echiothrix leucura)

  - Род Сулавесские мягкошёрстные крысы (Eropeplus)
    - Сулавесская мягкошерстная крыса (Eropeplus canus)

  - Род Индийские крысы (Golunda)
  - Индийская крыса (Golunda ellioti)
  - Род Кустарниковые крысы (Grammomys)
    - Суданская кустарниковая крыса (Grammomys aridulus)
    - Grammomys brevirostris
    - Крыса Бантинга (Grammomys buntingi)
    - Сероголовая крыса (Grammomys caniceps)
    - Мозамбикская крыса (Grammomys cometes)
    - Длиннохвостая кустарниковая крыса (Grammomys dolichurus)
    - Угандийская крыса (Grammomys dryas)
    - Гигантская кустарниковая крыса (Grammomys gigas)
    - Рувензорийская крыса (Grammomys ibeanus)
    - Grammomys kuru
    - Крыса Макмиллана (Grammomys macmillani)
    - Эфиопская кустарниковая крыса (Grammomys minnae)
    - Яркая кустарниковая крыса (Grammomys poensis)

  - Род Манипурские кустарниковые крысы (Hadromys)
    - Манипурская кустарниковая крыса (Hadromys humei)
    - Hadromys yunnanensis

  - Род Малые мыши (Haeromys)
    - Саравакская мышь (Haeromys margarettae)
    - Минахасская мышь (Haeromys minahassae)
    - Малая мышь (Haeromys pusillus)

  - Род Обезьяньи мыши (Hapalomys)
    - Мышь Делакура (Hapalomys delacouri)
    - Длиннохвостая обезьянья мышь (Hapalomys longicaudatus)

  - Род Heimyscus
    - Дымчатая африканская мышь (Heimyscus fumosus)

  - Род Однополосые мыши (Hybomys)
    - Hybomys badius
    - Полосатая мышь Базалия (Hybomys basilii)
    - Лунная мышь (Hybomys lunaris)
    - Полосатая мышь Миллера (Hybomys planifrons)
    - Полосатая мышь Темминка (Hybomys trivirgatus)
    - Полосатая мышь Петерса (Hybomys univittatus)

  - Род Австралийские водяные крысы (Hydromys)
    - Златобрюхая водяная крыса (Hydromys chrysogaster)
    - Западная водяная крыса (Hydromys hussoni)
    - Новобританская водяная крыса (Hydromys neobrittanicus)
    - Hydromys ziegleri

  - Род Африканские лесные мыши (Hylomyscus)
    - Полосатая лесная мышь (Hylomyscus aeta)
    - Лесная мышь Аллена (Hylomyscus alleni)
    - Hylomyscus anselli
    - Hylomyscus arcimontensis
    - Лесная мышь Бэра (Hylomyscus baeri)
    - Ангольская лесная мышь (Hylomyscus carillus)
    - Горная лесная мышь (Hylomyscus denniae)
    - Hylomyscus endorobae
    - Hylomyscus grandis
    - Карликовая лесная мышь (Hylomyscus parvus)
    - Западноафриканская лесная мышь (Hylomyscus stella)
    - Hylomyscus vulcanorum
    - Hylomyscus walterverheyeni

  - Род Гигантские крысы (Hyomys)
    - Западная гигантская крыса (Hyomys dammermani)
    - Восточная гигантская крыса (Hyomys goliath)

  - Род Kadarsanomys
    - Западнояванская крыса (Kadarsanomys sodyi)

  - Род Komodomys
    - Комодская крыса (Komodomys rintjanus)

  - Род Lamottemys
    - Окуанская крыса (Lamottemys okuensis)

  - Род Австралийские мыши (Leggadina)
    - Мышь Форреста (Leggadina forresti)
    - Даунская мышь (Leggadina lakedownensis)

  - Род Полосатые травяные мыши (Lemniscomys)
    - Барбарийская полосатая мышь (Lemniscomys barbarus)
    - Полосатая мышь Беллье (Lemniscomys bellieri)
    - Ангольская полосатая мышь (Lemniscomys griselda)
    - Мышь Хугстрааля (Lemniscomys hoogstraali)
    - Сенегальская однополосая мышь (Lemniscomys linulus)
    - Крапчатая мышь (Lemniscomys macculus)
    - Мышь Миттендорфа (Lemniscomys mittendorfi)
    - Однополосая травяная мышь (Lemniscomys rosalia)
    - Полосатая мышь Розвира (Lemniscomys roseveari)
    - Полосатая мышь (Lemniscomys striatus)
    - Lemniscomys zebra

  - Род Lenomys
    - Тройчатозубая крыса (Lenomys meyeri)

  - Род Lenothrix
    - Индонезийская крыса (Lenothrix canus)

  - Род Крысы Эдвардса (Leopoldamys)
    - Leopoldamys ciliatus
    - Крыса Эдвардса (Leopoldamys edwardsi)
    - Leopoldamys milleti
    - Крыса Нейлла (Leopoldamys neilli)
    - Сабейская крыса (Leopoldamys sabanus)
    - Сипорская крыса (Leopoldamys siporanus)

  - Род Прутогнёздные крысы (Leporillus)
    - Малая прутогнёздная крыса (Leporillus apicalis)
    - Большая прутогнёздная крыса (Leporillus conditor)

  - Род Очковые водяные крысы (Leptomys)
    - Leptomys arfakensis
    - Длинноногая водяная крыса (Leptomys elegans)
    - Крыса Майра (Leptomys ernstmayri)
    - Leptomys paulus
    - Флайская крыса (Leptomys signatus)

  - Род Limnomys
    - Limnomys bryophilus
    - Приозёрная крыса (Limnomys sibuanus)

  - Род Lorentzimys
    - Новогвинейская кенгуровая мышь (Lorentzimys nouhuysi)

  - Род Новогвинейские крысы (Macruromys)
    - Западная мелкозубая крыса (Macruromys elegans)
    - Восточная мелкозубая крыса (Macruromys major)

  - Род Болотные крысы (Malacomys)
    - Либерийская болотная крыса (Malacomys cansdalei)
    - Болотная крыса Эдвардса (Malacomys edwardsi)
    - Большеухая болотная крыса (Malacomys longipes)

  - Род Мохнатые крысы (Mallomys)
    - Крыса Деви (Mallomys aroaensis)
    - Горная мохнатая крыса (Mallomys gunung)
    - Низинная мохнатая крыса (Mallomys istapantap)
    - Крыса Ротшильда (Mallomys rothschildi)

  - †Род Malpaisomys
    - †Лавовая мышь (Malpaisomys insularis)

  - Род Маргаритовы крысы (Margaretamys)
    - Крыса Беккари (Margaretamys beccarii)
    - Изящная крыса (Margaretamys elegans)
    - Малая маргаритова крыса (Margaretamys parvus)

  - Род Mastacomys
    - Широкозубая крыса (Mastacomys fuscus)

  - Род Многососковые мыши (Mastomys)
    - Mastomys awashensis
    - Южная многососковая мышь (Mastomys coucha)
    - Гвинейская многососковая мышь (Mastomys erythroleucus)
    - Mastomys huberti
    - Мышь Верхейна (Mastomys kollmannspergeri)
    - Натальская мышь (Mastomys natalensis)
    - Карликовая многососковая мышь (Mastomys pernanus)
    - Мышь Шортриджа (Mastomys shortridgei)

  - Род Восточные колючие крысы (Maxomys)
    - Горная колючая крыса (Maxomys alticola)
    - Малая колючая крыса (Maxomys baeodon)
    - Крыса Бартельса (Maxomys bartelsii)
    - Крыса Доллмана (Maxomys dollmani)
    - Крыса Хеллвалда (Maxomys hellwaldii)
    - Суматранская колючая крыса (Maxomys hylomyoides)
    - Малайская колючая крыса (Maxomys inas)
    - Толстоносая колючая крыса (Maxomys inflatus)
    - Крыса Мо (Maxomys moi)
    - Крыса Мусшенбрека (Maxomys musschenbroekii)
    - Каштановобрюхая крыса (Maxomys ochraceiventer)
    - Пагайская крыса (Maxomys pagensis)
    - Палаванская колючая крыса (Maxomys panglima)
    - Крыса раджи (Maxomys rajah)
    - Рыжая колючая крыса (Maxomys surifer)
    - Колючая крыса Уаттса (Maxomys wattsi)
    - Колючая крыса Уайтхеда (Maxomys whiteheadi)

  - Род Melasmothrix
    - Длиннокоготная мышь (Melasmothrix naso)

  - Род Мозаичнохвостые крысы (Melomys)
    - Тёмная мозаичнохвостая крыса (Melomys aerosus)
    - Melomys arcium
    - Melomys bannisteri
    - Крыса Бугенвиля (Melomys bougainville)
    - Травяная мозаичнохвостая крыса (Melomys burtoni)
    - Кейпйоркская мозаичнохвостая крыса (Melomys capensis)
    - Melomys caurinus
    - Буроногая мозаичнохвостая крыса (Melomys cervinipes)
    - Melomys cooperae
    - Melomys dollmani
    - Серамская мозаичнохвостая крыса (Melomys fraterculus)
    - Melomys frigicola
    - Melomys fulgens
    - Melomys howi
    - Белобрюхая банановая крыса (Melomys leucogaster)
    - Melomys lutillus
    - Melomys matambuai
    - Обийская крыса (Melomys obiensis)
    - Melomys paveli
    - Рифовая мозаичнохвостая крыса (Melomys rubicola)
    - Melomys rufescens
    - Мозаичнохвостая крыса Спичта (Melomys spechti)
    - Melomys talaudium

  - Род Мезембриомисы (Mesembriomys)
    - Крыса Гульда (Mesembriomys gouldii)
    - Золотистая древесная крыса (Mesembriomys macrurus)

  - Род Малые водяные крысы (Microhydromys)
    - Microhydromys argenteus
    - Microhydromys richardsoni

  - Род Мыши-малютки (Micromys)
    - Micromys erythrotis
    - Мышь-малютка (Micromys minutus)

  - Род Азиатские мягкошёрстные крысы (Millardia)
    - Жёлтая крыса (Millardia gleadowi)
    - Мьянманская мыгкошёрстная крыса (Millardia kathleenae)
    - Конданская мягкошёрстная крыса (Millardia kondana)
    - Мягкошёрстная крыса (Millardia meltada)

  - Род Muriculus
    - Полосатоспинная мышь (Muriculus imberbis)

  - Домовые мыши (Mus)
    - Подрод Coelomys
      - Землеройковая мышь (Mus crociduroides)
      - Мышь Майора (Mus mayori)
      - Сиккимская мышь (Mus pahari)
      - Яванская мышь (Mus vulcani)

    - Подрод Mus
      - Малая индийская мышь (Mus booduga)
      - Рюкюйская мышь (Mus caroli)
      - Жёлто-коричневая мышь (Mus cervicolor)
      - Мышь Кука (Mus cookii)
      - Mus cypriacus
      - Нилгирийская мышь (Mus famulus)
      - Mus fragilicauda
      - Македонскаяя мышь (Mus macedonicus)
      - Домовая мышь (Mus musculus)
      - Mus nitidulus
      - Курганчиковая мышь (Mus spicilegus)
      - Алжирская мышь (Mus spretus)
      - Бентальская мышь (Mus terricolor)

    - Подрод Nannomys
      - Гвинейская мышь (Mus baoulei)
      - Жабья мышь (Mus bufo)
      - Мышь Каллевэрта (Mus callewaerti)
      - Гоундская мышь (Mus goundae)
      - Сенегальская мышь (Mus haussa)
      - Карликовая пустынная мышь (Mus indutus)
      - Магометская мышь (Mus mahomet)
      - Мышь Маттея (Mus mattheyi)
      - Карликовая мышь (Mus minutoides)
      - Темминкова мышь (Mus musculoides)
      - Южная карликовая мышь (Mus neavei)
      - Южноафриканская мышь (Mus orangiae)
      - Центральноафриканская мышь (Mus oubanguii)
      - Мышь Петера (Mus setulosus)
      - Мышь Сетцера (Mus setzeri)
      - Карликовая мышь Томаса (Mus sorella)
      - Изящная мышь (Mus tenellus)
      - Серобрюхая карликовая мышь (Mus triton)

    - Подрод Pyromys
      - Цейлонская мышь (Mus fernandoni)
      - Мышь Филлипса (Mus phillipsi)
      - Индийская колючая мышь (Mus platythrix)
      - Мадрасская мышь (Mus saxicola)
      - Мышь Шортриджа (Mus shortridgei)
      - Mus lepidoides

  - Род Mylomys
    - Африканская бороздчатозубая крыса (Mylomys dybowskii)
    - Mylomys rex

  - Род Длиннонёбные крысы (Myomys)
    - Ангольская многососковая мышь (Myomyscus angolensis)
    - Myomyscus brockmani
    - Крыса Верро (Myomyscus verreauxii)
    - Йеменская крыса (Myomyscus yemeni)

  - Род Пластинчатозубые крысы (Nesokia)
    - Иракская земляная крыса (Nesokia bunnii)
    - Пластинчатозубая крыса (Nesokia indica)

  - Род Nesoromys
    - Церамская крыса (Nesoromys ceramicus)

  - Род Белобрюхие крысы (Niviventer)
    - Крыса Андерсона (Niviventer andersoni)
    - Крыса Брамы (Niviventer brahma)
    - Niviventer cameroni
    - Китайская крыса (Niviventer confucianus)
    - Тайваньская крыса (Niviventer coninga)
    - Кремовобрюхая крыса (Niviventer cremoriventer)
    - Крыса Олдфилда (Niviventer culturatus)
    - Дымчатобрюхая крыса (Niviventer eha)
    - Сычуаньская крыса (Niviventer excelsior)
    - Niviventer fraternus
    - Каштановая крыса (Niviventer fulvescens)
    - Известняковая крыса (Niviventer hinpoon)
    - Лангбианская крыса (Niviventer langbianis)
    - Узкохвостая крыса (Niviventer lepturus)
    - Niviventer lotipes
    - Белобрюхая крыса (Niviventer niviventer)
    - Длиннохвостая горная крыса (Niviventer rapit)
    - Тенассеримская крыса (Niviventer tenaster)

  - Род Тушканчиковые мыши (Notomys)
    - Северная тушканчиковая мышь (Notomys alexis)
    - † Короткохвостая тушканчиковая мышь (Notomys amplus). Известна по двум экземплярам, пойманным в Австралии на территории штата Северная территория. С 1894 года сведений нет. Возможно, одичавшие кошки как хищники и кролики как конкуренты в корме способствовали исчезновению этого вида[2].
    - Квинслендская тушканчиковая мышь (Notomys aquillo)
    - Коричневая тушканчиковая мышь (Notomys cervinus)
    - Бурая тушканчиковая мышь (Notomys fuscus)
    - † Длиннохвостая тушканчиковая мышь (Notomys longicaudatus) населяла Западную Австралию, Южную Австралию и центральные районы Австралии. С 1901 года сведений нет. Исчезновение связано с воздействием домашнего скота и кроликов на среду обитания этого вида, а также с уничтожением вида лисами и кошками[2].
    - † Большеухая тушканчиковая мышь (Notomys macrotis) встречалась в Западной Австралии. Известна по двум экземплярам. С 1843 года сведений нет[2].
    - Тушканчиковая мышь Митчелла (Notomys mitchelli)
    - † Квинслендская тушканчиковая мышь (Notomys mordax). Известна по одному экземпляру, пойманному в Квинсленде. С 1846 года сведений нет[2].
    - † Notomys robustus

  - Род Ржавоносые крысы (Oenomys)
    - Ржавоносая крыса (Oenomys hypoxanthus)
    - Ганская крыса (Oenomys ornatus)
    - Oenomys tiercelini

  - Род Африканские болотные крысы (Otomys)
    - Ангольская болотная крыса (Otomys anchietae)
    - Ангонийская болотная крыса (Otomys angoniensis)
    - Otomys barbouri
    - Otomys burtoni
    - Otomys cheesmani
    - Otomys cuanzensis
    - Otomys dartmouthi
    - Болотная крыса Дента (Otomys denti)
    - Otomys dollmani
    - Otomys fortior
    - Otomys helleri
    - Африканская болотная крыса (Otomys irroratus)
    - Otomys jacksoni
    - Otomys lacustris
    - Южноафриканская болотная крыса (Otomys laminatus)
    - Большая болотная крыса (Otomys maximus)
    - Западная болотная крыса (Otomys occidentalis)
    - Otomys orestes
    - Болотная крыса Зондерса (Otomys saundersiae)
    - Otomys simiensis
    - Otomys thomasi
    - Тропическая болотная крыса (Otomys tropicalis)
    - Обыкновенная болотная крыса (Otomys typus)
    - Otomys uzungwensis
    - Otomys yaldeni
    - Otomys zinki

  - Род Palawanomys
    - Палаванская крыса (Palawanomys furvus)

  - Род Papagomys
    - Древесная флоресская крыса (Papagomys armandvillei)
    - †Крыса Верховена (Papagomys theodorverhoeveni)

  - Род Parahydromys
    - Грубошёрстная водяная крыса (Parahydromys asper)

  - Род Горный водяные крысы (Paraleptomys)
    - Северная водяная крыса (Paraleptomys rufilatus)
    - Короткохвостая водяная крыса (Paraleptomys wilhelmina)

  - Род Паротомисы (Parotomys)
    - Крыса Брантса (Parotomys brantsii)
    - Крыса Литтледаля (Parotomys littledalei)

  - Род Сулавесские гигантские крысы (Paruromys)
    - Сулавесская гигантская крыса (Paruromys dominator)

  - Род Paulamys
    - Флоресская длинноносая крыса (Paulamys naso)

  - Род Ручьевые крысы (Pelomys)
    - Ангольская бороздчатозубая крыса (Pelomys campanae)
    - Восточноафриканская ручьевая крыса (Pelomys fallax)
    - Ручьевая крыса Хопкинса (Pelomys hopkinsi)
    - Ручьевая крыса Исселя (Pelomys isseli)
    - Малая ручьевая крыса (Pelomys minor)

  - Род Тонкохвостые крысы (Phloeomys)
    - Южная тонкохвостая крыса (Phloeomys cumingi)
    - Северная тонкохвостая крыса (Phloeomys pallidus)

  - Род Красные древесные крысы (Pithecheir)
    - Красная древесная крыса (Pithecheir melanurus)
    - малайская древесная крыса (Pithecheir parvus)

  - Род Новогвинейские мозаичнохвостые крысы (Pogonomelomys)
    - Равнинная мозаичнохвостая крыса (Pogonomelomys bruijni)
    - Мозаичнохвостая крыса Майера (Pogonomelomys mayeri)

  - Род Цепкохвостые крысы (Pogonomys)
    - Мышь Чемпиона (Pogonomys championi)
    - Pogonomys fergussoniensis
    - Большая цепкохвостая мышь (Pogonomys loriae)
    - Каштановая древесная мышь (Pogonomys macrourus)
    - Pogonomys mollipilosus
    - Серобрюхая древесная мышь (Pogonomys sylvestris)

  - Род Мягковолосые крысы (Praomys)
    - Praomys coetzeei
    - Praomys daltoni
    - Praomys degraaffi
    - Восхитительная крыса (Praomys delectorum)
    - Praomys derooi
    - Крыса Гартвига (Praomys hartwigi)
    - Мягковолосая крыса Джексона (Praomys jacksoni)
    - Praomys lukolelae
    - Малая мягковолосая крыса (Praomys minor)
    - Крыса Мизонне (Praomys misonnei)
    - Камерунская крыса (Praomys morio)
    - Крыса Матона (Praomys mutoni)
    - Praomys obscurus
    - Praomys petteri
    - Лесная мягковолосая крыса (Praomys rostratus)
    - Крыса Туллберга (Praomys tullbergi)
    - Praomys verschureni
    - Луколельская крыса (Praomys lukolelae)
    - Крыса Верщурена (Praomys verschureni)

  - Род Ложные водяные крысы (Pseudohydromys)
    - Pseudohydromys berniceae
    - Pseudohydromys carlae
    - Pseudohydromys eleanorae
    - Мышь Майера (Pseudohydromys ellermani)
    - Пятнистохвостая водяная крыса (Pseudohydromys fuscus)
    - Pseudohydromys germani
    - Восточная водяная крыса (Pseudohydromys murinus)
    - Водяная крыса Массера (Pseudohydromys musseri)
    - Западная водяная крыса (Pseudohydromys occidentalis)
    - Pseudohydromys patriciae
    - Pseudohydromys pumehanae
    - Pseudohydromys sandrae

  - Род Ложные мыши (Pseudomys)
    - Пепельная мышь (Pseudomys albocinereus)
    - Южноавстралийская мышь (Pseudomys apodemoides)
    - Равнинная мышь (Pseudomys australis)
    - Мышь Болама (Pseudomys bolami)
    - Pseudomys calabyi
    - Мышь Чапмана (Pseudomys chapmani)
    - Малая ложная мышь (Pseudomys delicatulus)
    - Пустынная ложная мышь (Pseudomys desertor)
    - Мышь Филда (Pseudomys fieldi)
    - Дымчатая ложная мышь (Pseudomys fumeus)
    - †Серая ложная мышь (Pseudomys glaucus)
    - †Мышь Гульда (Pseudomys gouldii)
    - Восточная каштановая мышь (Pseudomys gracilicaudatus)
    - Песчаная ложная мышь (Pseudomys hermannsburgensis)
    - Тасманийская ложная мышь (Pseudomys higginsi)
    - Ложная мышь Джонсона (Pseudomys johnsoni)
    - Кимберлейская мышь (Pseudomys laborifex)
    - Западная каштановая мышь (Pseudomys nanus)
    - Новоголландская мышь (Pseudomys novaehollandiae)
    - Западная ложная мышь (Pseudomys occidentalis)
    - Гастингская мышь (Pseudomys oralis)
    - Инкерманская мышь (Pseudomys patrius)
    - Пиллигская мышь (Pseudomys pilligaensis)
    - Мышь Шортриджа (Pseudomys shortridgei)
    - †Pseudomys vandycki

  - Род Крысы (Rattus)
  - группа Rattus norvegicus
    - Серая крыса (Rattus norvegicus)

  - группа Rattus rattus
    - Загорелая крыса (Rattus adustus)
    - Серебристобрюхая крыса (Rattus argentiventer)
    - Кинабулийская крыса (Rattus baluensis)
    - Никобарская крыса (Rattus burrus)
    - Крыса Эверетта (Rattus everetti)
    - Крыса Хоффмана (Rattus hoffmani)
    - Малая рисовая крыса (Rattus losea)
    - Ментавайская крыса (Rattus lugens)
    - Миндорская чёрная крыса (Rattus mindorensis)
    - Малая мягкошёрстная крыса (Rattus mollicomulus)
    - Гималайская крыса (Rattus nitidus)
    - Крыса Осгуда (Rattus osgoodi)
    - Пальмовая крыса (Rattus palmarum)
    - Чёрная крыса (Rattus rattus)
    - Крыса Танезуми (Rattus tanezumi)
    - Тавитавийская крыса (Rattus tawitawiensis)
    - Малайская полевая крыса (Rattus tiomanicus)
    - Туркестанская крыса (Rattus turkestanicus)

  - группа Rattus xanthurus
    - Лампобантангская крыса (Rattus bontanus)
    - Крыса Соди (Rattus foramineus)
    - Опоссумовая крыса (Rattus marmosurus)
    - Пеленгская крыса (Rattus pelurus)
    - Желтохвостая крыса (Rattus xanthurus)

  - группа Rattus leucopus
    - Сульская крыса (Rattus elaphinus)
    - Колючая церамская крыса (Rattus feliceus)
    - Гилувеская крыса (Rattus giluwensis)
    - Япенская крыса (Rattus jobiensis)
    - Квинслендская крыса (Rattus leucopus)
    - Восточная крыса (Rattus mordax)
    - Моротанская крыса (Rattus morotaiensis)
    - Новогвинейская крыса (Rattus novaeguineae)
    - Колючая крыса (Rattus praetor)
    - Новоирландская крыса (Rattus sanila)
    - Крыса Штейна (Rattus steini)

  - группа Rattus fuscipes
    - Тёмная крыса (Rattus colletti)
    - Темнолапая крыса (Rattus fuscipes)
    - Крыса Хайнальда (Rattus hainaldi)
    - Австралийская болотная крыса (Rattus lutreolus)
    - Тёмная полевая крыса (Rattus sordidus)
    - Тиморская крыса (Rattus timorensis)
    - Бледная полевая крыса (Rattus tunneyi)
    - Длинноволосая крыса (Rattus villosissimus)

  - виды incertae sedis
    - Крыса Аннадэйла (Rattus annandalei)
    - Энганоская крыса (Rattus enganus)
    - Малая крыса (Rattus exulans)
    - Крыса Хугерверфа (Rattus hoogerwerfi)
    - Крыса Коринча (Rattus korinchi)
    - † Крыса Маклеара (Rattus macleari) населяла о-в Рождества. В 1897 году была ещё многочисленна. С 1908 года сведений нет[2].
    - Горная крыса (Rattus montanus)
    - † Бульдоговая крыса (Rattus nativitatis) встречалась на о-ве Рождества. С 1908 года сведений нет. Причина гибели, по-видимому, связана с распространением на острове чёрных крыс, принесших с собой эпизоотии, к которым вид оказался неустойчивым[2].
    - Керальская крыса (Rattus ranjiniae)
    - Сималюрская крыса (Rattus simalurensis)
    - Андаманская крыса (Rattus stoicus)

  - Род Rhabdomys
    - Rhabdomys dilectus
    - Полосатая полевая мышь (Rhabdomys pumilio)

  - Род Землеройковые крысы (Rhynchomys)
    - Rhynchomys banahao
    - Изагорская крыса (Rhynchomys isarogensis)
    - Землеройковая крыса (Rhynchomys soricoides)
    - Rhynchomys tapulao

  - Род Голохвостые крысы (Solomys)
    - Голохвостая крыса (Solomys ponceleti)
    - Флоридская крыса (Solomys salamonis)
    - Бугенвильская крыса (Solomys salebrosus)
    - Санта-изабельская крыса (Solomys sapientis)
    - Букская крыса (Solomys spriggsarum)

  - Род Sommeromys
    - Зоммерова мышь (Sommeromys macrorhinos)

  - Род Spelaeomys
    - Пещерная крыса (Spelaeomys florensis)

  - Род Srilankamys
    - Шриланская крыса (Srilankamys ohiensis)

  - Род Узкоголовые крысы (Stenocephalemys)
    - Белоногая крыса (Stenocephalemys albipes)
    - Белохвостая крыса (Stenocephalemys albocaudata)
    - Серохвостая крыса (Stenocephalemys griseicauda)
    - Крыса Рюппа (Stenocephalemys ruppi)

  - Род Stochomys
    - Длиннохвостая крыса (Stochomys longicaudatus)

  - Род Зондские крысы (Sundamys)
    - Гигантская горная крыса (Sundamys infraluteus)
    - Крыса Бартельса (Sundamys maxi)
    - Крыса Мюллера (Sundamys muelleri)

  - Род Сулавесские крысы (Taeromys)
    - Салоккская крыса (Taeromys arcuatus)
    - Красивоволосая крыса (Taeromys callitrichus)
    - Целебесская крыса (Taeromys celebensis)
    - Сулавесская горная крыса (Taeromys hamatus)
    - Taeromys microbullatus
    - Сулавесская лесная крыса (Taeromys punicans)
    - Тонданская крыса (Taeromys taerae)

  - Род Длинноногие крысы (Tarsomys)
    - Длинноногая крыса (Tarsomys apoensis)
    - Колючая длинноногая крыса (Tarsomys echinatus)

  - Род Крысы Тейта (Tateomys)
    - Длиннохвостая землеройковая крыса (Tateomys macrocercus)
    - Крыса Тейта (Tateomys rhinogradoides)

  - Род Талломисы (Thallomys)
    - Крыса Лоринга (Thallomys loringi)
    - Чернохвостая крыса (Thallomys nigricauda)
    - Акациевая крыса (Thallomys paedulcus)
    - Талломис Шортриджа (Thallomys shortridgei)

  - Род Африканские мыши (Thamnomys)
    - Мышь Кемпа (Thamnomys kempi)
    - Thamnomys major
    - Африканская мышь (Thamnomys venustus)

  - Род Рюкюские колючие мыши (Tokudaia)
    - Окинавская мышь (Tokudaia muenninki)
    - Рюкийская мышь (Tokudaia osimensis)
    - Tokudaia tokunoshimensis

  - Род Tryphomys
    - Лузонская короткомордая крыса (Tryphomys adustus)

  - Род Чешуехвостые крысы (Uromys)
    - Гигантская чешуехвостая крыса (Uromys anak)
    - Uromys boeadii
    - Белохвостая чешуехвостая крыса (Uromys caudimaculatus)
    - Uromys emmae
    - Масковая крыса (Uromys hadrourus)
    - †Императорская крыса (Uromys imperator)
    - Новобританская чешуехвостая крыса (Uromys neobritanicus)
    - †Гуадалканальская (Uromys porculus)
    - Королевская крыса (Uromys rex)
    - Uromys siebersi
    - Uromys vika

  - Род Пальмовые мыши (Vandeleuria)
    - Vandeleuria nilagirica
    - Мышь Нольтениуса (Vandeleuria nolthenii)
    - Пальмовая мышь (Vandeleuria oleracea)

  - Род Vernaya
    - Лазающая мышь (Vernaya fulva)
    - †Vernaya prefulva
    - †Vernaya pristina
    - †Vernaya giganta
    - †Vernaya wushanica

  - Род Xenuromys
    - Скальная гигантская крыса (Xenuromys barbatus)

  - Род Xeromys
    - Австралийская водяная крыса (Xeromys myoides)

  - Род Широкоголовые мыши (Zelotomys)
    - Широкоголовая мышь Хильдегарда (Zelotomys hildegardeae)
    - Широкоголовая мышь Вуснама (Zelotomys woosnami)

  - Род Толстохвостые крысы (Zyzomys)
    - Серебрянохвостая крыса (Zyzomys argurus)
    - Арнхемская крыса (Zyzomys maini)
    - Карпентарийская крыса (Zyzomys palatilis)
    - Толстохвостая крыса (Zyzomys pedunculatus)
    - Крыса Вудварда (Zyzomys woodwardi)

В России обитают представители 4 родов: мышь-малютка, 2 вида полевых мышей, включая полевую мышь и восточноазиатскую мышь, 5 видов лесных мышей (лесная мышь, степная мышь, желтогорлая мышь, понтийская мышь, желтобрюхая мышь); домовая и курганчиковая мышь из рода домовых мышей, серая и чёрная крысы.